# تكتل اقتصادي
هو صيغة للتكامل الاقتصادي تتم بين مجموعة من الدول المتجانسة تاريخيا أو ثقافيا أو حضاريا أو اقتصاديا أو جغرافيا لتحقيق مصلحة اقتصادية مشتركة. 
ويسمى أيضا بالتكامل الاقتصادي الأقليمي، حيث يتم تقسيم العمل والتبادل التجاري بين بلدان المنطقة الجغرافية الواحدة، والشروط الموضوعية للتكامل الأقليمي يختلف بعضها عن البعض الآخر في أوجه متعددة، فهي تتعلق بأوضاع البلدان المشتركة فيه وعلى مستوى التطور الذي وصل إليه القطر، وكذلك على درجة المصلحة الاقتصادية بين الأقطار المشتركة في التكامل الاقتصادي والشروط الأساسية للأتفاقيات.

## درجاتالتكامل الاقتصادي
1. منطقة تجارة حرة
2. الاتحاد الجمركي
3. السوق المشتركة
4. الاتحاد الاقتصادي
5. الاندماج الاقتصادي الشامل

و من أمثلة التكتلات الاقتصادية
- نافتا. (دول أمريكا الشمالية).
- إيفتا. (دول أوروبا).
- كوميسا. (دول شرق وجنوب أفريقيا).